# Lijst van voetbalinterlands Burkina Faso - Liberia
Deze lijst van voetbalinterlands is een overzicht van alle officiële voetbalwedstrijden tussen de nationale teams van Burkina Faso (tot 1984 heette het land Opper-Volta) en Liberia. De landen hebben tot op heden zes keer tegen elkaar gespeeld. De eerste ontmoeting was een vriendschappelijke wedstrijd op 15 februari 1982 in Cotonou (Benin). Het laatste duel, eveneens een vriendschappelijke wedstrijd, werd gespeeld in Monrovia op 27 januari 1998. Voor het Burkinees voetbalelftal was dit een oefenwedstrijd in aanloop naar de Afrika Cup 1998 in eigen land.

## Wedstrijden
| № | Plaats      | Datum            | Competitie                   | Wedstrijd              | Uitslag |
| - | ----------- | ---------------- | ---------------------------- | ---------------------- | ------- |
| 1 | Cotonou     | 15 februari 1982 | Vriendschappelijk            | Opper-Volta − Liberia  | 2 − 1   |
| 2 | Accra       | 23 februari 1986 | Vriendschappelijk            | Liberia − Burkina Faso | 0 − 1   |
| 3 | Monrovia    | 1 februari 1987  | Vriendschappelijk            | Liberia − Burkina Faso | 2 − 0   |
| 4 | Monrovia    | 20 december 1987 | Vriendschappelijk            | Liberia − Burkina Faso | 1 − 0   |
| 5 | Ouagadougou | 16 augustus 1992 | Afrika Cup 1994 kwalificatie | Burkina Faso − Liberia | 1 − 1   |
| 6 | Monrovia    | 27 januari 1998  | Vriendschappelijk            | Liberia − Burkina Faso | 1 − 2   |

## Samenvatting
| Competitie              | Totaal gespeeld | Winst Burkina Faso | Gelijk | Winst Liberia | Doelsaldo Burkina Faso – Liberia |
| ----------------------- | --------------- | ------------------ | ------ | ------------- | -------------------------------- |
| Afrika Cup-kwalificatie | 1               | 0                  | 1      | 0             | 1 − 1                            |
| Vriendschappelijk       | 5               | 3                  | 0      | 2             | 5 − 5                            |
| Totaal                  | 6               | 3                  | 1      | 2             | 6 − 6                            |

Wedstrijden bepaald door strafschoppen worden, in lijn met de FIFA, als een gelijkspel gerekend.
FBF · A-internationals · Olympisch elftal · Burkinees vrouwenelftal
1960 – 1969 · 
1970 – 1979 · 
1980 – 1989 · 
1990 – 1999 · 
2000 – 2009 · 
2010 – 2019 ·
2020 − 2029
Algerije ·
Angola ·
Bahrein ·
België ·
Benin ·
Botswana ·
Burundi ·
Centraal-Afrikaanse Republiek ·
Chili ·
Comoren ·
Congo-Brazzaville ·
Congo-Kinshasa ·
Djibouti ·
Egypte ·
Equatoriaal-Guinea ·
Ethiopië ·
Gabon ·
Gambia ·
Ghana ·
Guinee ·
Guinee-Bissau ·
Iran ·
Ivoorkust ·
Kaapverdië ·
Kameroen ·
Kazachstan ·
Kenia ·
Kosovo · 
Lesotho ·
Liberia ·
Libië ·
Madagaskar ·
Malawi ·
Mali ·
Marokko ·
Mauritanië ·
Mozambique ·
Namibië ·
Niger ·
Nigeria ·
Noord-Korea ·
Oeganda ·
Oezbekistan ·
Oman ·
Qatar ·
Senegal ·
Seychellen ·
Sierra Leone ·
Soedan ·
Swaziland ·
Tanzania ·
Togo ·
Tunesië ·
Zambia ·
Zimbabwe ·
Zuid-Afrika ·
Zuid-Korea ·
Zuid-Soedan
Nigeria (2013)
LFA · Liberiaans vrouwenelftal
Interlands
Tegenstander:
Algerije ·
Angola ·
Benin ·
Botswana ·
Burkina Faso ·
Burundi ·
Centraal-Afrikaanse Republiek ·
Colombia ·
Congo-Brazzaville ·
Congo-Kinshasa ·
Djibouti ·
Egypte ·
Equatoriaal-Guinea ·
Ethiopië ·
Gabon ·
Gambia ·
Ghana ·
Guinee ·
Guinee-Bissau ·
Indonesië ·
Irak ·
Ivoorkust ·
Kaapverdië ·
Kameroen ·
Kenia ·
Lesotho ·
Libië ·
Madagaskar ·
Malawi ·
Maleisië ·
Mali ·
Marokko ·
Mauritanië ·
Mauritius ·
Mexico ·
Namibië ·
Niger ·
Nigeria ·
Oeganda ·
Oman ·
Papoea-Nieuw-Guinea ·
Rwanda ·
Sao Tomé en Principe ·
Senegal ·
Sierra Leone ·
Soedan ·
Tanzania ·
Thailand ·
Togo ·
Tsjaad ·
Tunesië ·
Zambia ·
Zimbabwe ·
Zuid-Afrika